# Корні (гурт)
«Корні» (рос. «Корни») — російський музичний поп-рок гурт, що переміг у першому сезоні талант-шоу «Фабрика зірок». Продюсер та основний автор пісень — Ігор Матвієнко.

## Учасники колективу
- Олександр Бердников (2002 — нині)
- Олексій Кабанов (2002 — нині)
- Дмитро Пакулічев (2010 — нині)
- Павло Артем'єв (2002—2010)
- Олександр Асташонок (2002—2010)

## Історія гурту
У кінці 2002 року гурт, створений під час проекту «Фабрика зірок 1», переміг у талант-шоу.
2003 року хлопці представляли Росію на міжнародному музичному конкурсі «Євробест» в Каннах і зайняли 6 місце з піснею Queen «We Will Rock You». У грудні цього ж року колектив випустив дебютний альбом «На века». На три пісні з альбому («Я теряю корни», «Плакала береза» та «Ты узнаеш ее») були зняті відеокліпи, які активно транслювались музичними телеканалами.
У 2004 році «Корні» вирушили в перший сольний гастрольний тур містами Росії. Тим часом, в ротації більшості російських радіостанцій знаходився їхній хіт «С днем рожденья, Вика» .
У переддень 2005 року команда випустила кліп на пісню «С новым годом, люди!». Паралельно з цим хлопці активно працювали над своїми сольними альбомами, які отримали назву «Дневники». Презентація проекту відбулася в травні 2005 року на Останньому дзвонику у звичайній московській школі № 547. Також у травні на музичні канали запущено відеоролик на пісню «25 этаж».
Восени 2005 року відбулося перевидання «Дневников», до альбому був доданий бонус-трек «Снова в школу».
У квітні 2006 року хлопчачий гурт випустив нову пісню «Хочешь, я тебе спою». Відео на композицію з'явилось в ротації у травні того ж року. Його зняв провідний український кліпмейкер Віктор Придувалов, який вирішив сюжетно зв'язати кліпи гурту «Корні» та Вікторії Дайнеко.
У серпні 2006 року колектив випустив кліп на пісню «Наперегонки с ветром», що стала саундтреком до телесеріалу «Кадети».
На початку 2007 року гурт випустив нову пісню — «Закрыть глаза» («К тебе»), що стала одним з саундтреків фільму «В очікуванні дива». Наприкінці літа з'явився кліп на пісню «Ей везёт», режисером якого знову став Віктор Придувалов.
У 2008 році команда гастролювала в США .
У червні 2009 року хлопці записують і знімають кліп на нову літню композицію під назвою «Лепесток». В кінці року гурт презентув саундтрек «Наша Маша» до фільму «Наша Маша и волшебный орех»..
У квітні 2010 року «Корні» записує сингл «Не может быть» з новим солістом гурта. 1 червня 2010 Олексій Кабанов випускає з Володею Aspirin нову пісню «Лети».
У червні 2010 року гурт «Корні» перетворився на тріо, оскільки Павло Артем'єв та Олександр Асташенок покинули колектив за власним бажанням. В кінці 2010 гурт «Корні» випускає пісню «Это не спам», «Не может быть», в 2012 г. — «Просто любовь». о.

## Нагороди
Група «Корни» отримала чотири премії «Золотого граммофону»:
- 2004 — «С днём рождения, Вика!»;
- 2005 — «25-й этаж»;
- 2006 — «Об этом я буду кричать всю ночь»;
- 2012 — «Просто любовь» (сумісно з Любе, In2nation).

## Дискографія

### Альбоми
- 2003 — «На века» (колективний альбом)
- 2005 — «Дневники» (сольні дебютні платівки кожного з учасників групи)

### Сингли
- 2002 — «Я теряю корни»
- 2003 — «Плакала берёза»
- 2003 — «Ты узнаешь её»
- 2003 — «Догоняй»
- 2003 — «Только я и ты»
- 2003 — «Изо льда»
- 2003 — «Навека»
- 2003 — «Девчонки, рокеры и один DJ»
- 2003 — «Куда глаза глядят»
- 2004 — «Закрыть глаза» («К тебе»)
- 2004 — «С днём рождения, Вика!»
- 2004 — «Это ты объявила войну»
- 2004 — «С Новым Годом, люди!»
- 2005 — «25 этаж»
- 2005 — «Снова в школу»
- 2006 — «Хочешь я тебе спою?»
- 2006 — «Наперегонки с ветром» (т/с «Кадетство»)
- 2007 — «Ей везёт»
- 2007 — «Стой»
- 2008 — «Про тебя»
- 2008 — «Глаза в глаза» feat. Виктория Дайнеко
- 2009 — «Лепесток»
- 2009 — «Наша Маша»
- 2009 — «Снегурочка»
- 2010 — «Не может быть»
- 2010 — «Это не спам»
- 2011 — «Многоточие» feat. Виктория Дайнеко
- 2012 — «Просто любовь» feat. Любэ & In2nation
- 2013 — «А это не дождь»
- 2022 — «Она его просит»

## Цікаві факти
Одна з пісень цієї колективу — «Ты узнаешь её» — була перероблена для виконання в серіалі «Щасливі разом» на каналі ТНТ.